# Bracon alpicola
Bracon alpicola är en stekelart som beskrevs av Szepligeti 1914. Bracon alpicola ingår i släktet Bracon och familjen bracksteklar. Inga underarter finns listade.